# 코카콜라 체리
코카콜라 체리(영어: Coca-Cola Cherry) 또는 체리코크(영어: Cherry Coke)는 코카콜라 컴퍼니가 판매하는 체리 콜라다.

## 일본
일본에서는 1985년 코카콜라의 시리즈 제품으로 출시되었지만, 맛의 축이 되는 체리 맛의 평판이 좋지 않고 판매가 종료되었다. 이후 일부 업체가 병행 수입을 하고 있으며, 현재도 수입 잡화점 등에서 발매는 계속되고 있다.
2006년 11월에는 일본 판매를 부활시켜 다시 매장에 진열되었다. 그러나 이 판매도 몇 달 만에 종료되었다.
2013년 12월, 코카콜라 체리의 명칭으로 동계 한정으로 부활 판매가 이루어졌다.